# Операція «Вігорос»
Операція «Вігорос» (англ. Operation Vigorous) — військова операція, що проводилася силами Королівського військово-морського флоту Великої Британії з метою проведення конвою на Мальту під час битви на Середземному морі. Операція «Вігорос», що проводилася одночасно з операцією «Гарпун», стала спробою британців провести великий конвой у складі одинадцяти торгових суден під прикриттям значного ескорту зі східної частини Середземномор'я. Відсутність у складі ескорту авіаносця не дозволила організувати надійну протиповітряну оборону.
При переході конвой і ескорт сильно постраждали від ударів авіації, атак торпедних катерів і підводних човнів супротивника. У ході боїв крейсери «Ньюкасл» і «Бірмінгем» були пошкоджені, «Герміона» затонув. Затонули есмінці HMAS «Нестор» і «Гейсті». Два судна з конвою було потоплено, ще два пошкоджені.
Велика витрата боєприпасів і брак пального після боїв змусили британське командування ухвалити рішення про повернення конвою. Невдача конвоїв призвела до необхідності терміново провести ще один конвой в рамках операції «П'єдестал».